# 八木沼袋蛛
八木沼袋蛛（学名：Clubiona yaginumai）为袋蛛科袋蛛屬下的一个种。